# 神秘博士敬献我儿托马斯
《神秘博士敬献我儿托马斯》（英語：From the Doctor to My Son Thomas）是由英国演员彼得·卡帕尔蒂录制并发给英格兰九岁自闭症男童托马斯·古多尔的短片，帮助孩子克服失去祖母的悲痛。视频全长42秒，卡帕尔蒂扮成英国广播公司科幻电视剧《神秘博士》中的第12任博士。信息对托马斯有积极影响，他的父亲罗斯·古多尔声称这是孩子得知祖母死讯后首度露出笑脸，并且终于鼓起勇气参加葬礼。
2014年11月6日，罗斯把视频传至。他在事后接受媒体采访时表示此举只是想和家人分享，根本没想到视频会火。据有线电视新闻网报导，视频传至仅48小时后就有超过20万人次观看。次日总观看量新增一倍不止，不到一周就超过90万次。英国广播公司新闻认为卡帕尔蒂的信息已成为病毒视频，《ITV新闻》称短片已成为全球现象。
《卫报》和《每日电讯报》称赞卡帕尔蒂为悲痛儿童录制的视频十分感人，有线电视新闻网、音乐电视网及西班牙与荷兰媒体看法类似。《独立报》认为短片体现出演员性格善良的一面，英国电信认为这是卡帕尔蒂成为博士扮演者以来最重大的贡献。《自闭症每日新闻播放》称赞博士的善举，《好莱坞报道》赞扬卡帕尔蒂变身博士支持心理健康问题人群。《好莱坞人生》称网站记者观看短片期间感动落泪，《神秘博士》编剧彼得·哈尼斯称短片是过去十年《神秘博士》最让他另眼相看的亮点。

## 背景

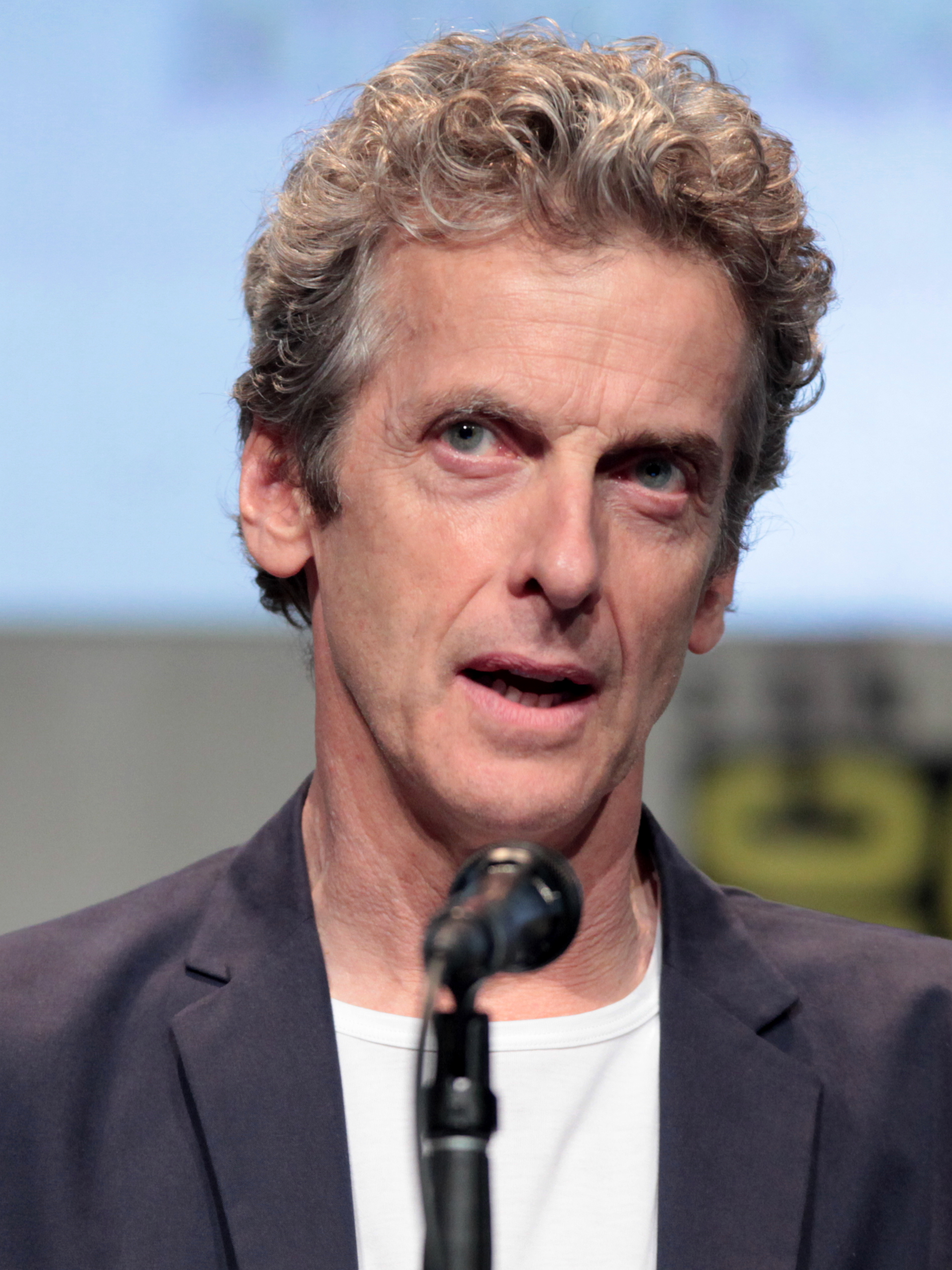
2015年的彼得·卡帕尔蒂

2013年8月4日，佐伊·鲍尔（Zoë Ball）主持的英国广播公司特别节目宣布，苏格兰男演员兼电影导演彼得·卡帕尔蒂获选在科幻电视剧《神秘博士》中扮演第12任博士。卡帕尔蒂在电视剧50周年特别节目《博士之日》（The Day of the Doctor）首次以博士扮相客串出镜，再出演2013年圣诞节特别节目《神秘博士：博士之时》（The Time of the Doctor）。卡帕尔蒂一直是《神秘博士》粉丝，曾在2008年分集《庞贝烈焰》亮相，并出演2009年的衍生剧集《火炬木小组》第三季（Torchwood: Children of Earth）。
卡帕尔蒂表示，他在同意出演博士前需要认真考虑是否能接受角色带来的曝光度。他还在接受《娱乐周刊》採訪时称，《神秘博士1996电影版》（Doctor Who）开拍前，自己曾于1995年获邀参加第八任博士试镜，但因担心竞争太激烈遭拒没有成行。

## 前期通信往来
托马斯·古多尔（Thomas Goodall）是汉普郡北巴德斯利（North Baddesley）人士，从两岁起就是《神秘博士》的忠实粉丝，他给彼得·卡帕尔蒂写信，祝福对方成功出演博士。古多尔一家都很喜欢《神秘博士》，自称博士粉（Whovians），托马斯还用电视剧相关物品装饰房间。卡帕尔蒂在回信中向托马斯致谢，并告诉孩子的父亲自己准备发视频信息，信中还指导罗斯如何组织参观《神秘博士》制片厂。
罗斯随后通过卡帕尔蒂的经纪人联络对方，告知托马斯的祖母海伦（Helen）已在2014年10月上旬去世，享年72岁，托马斯得知消息后郁郁寡欢。海伦去世三周后，古多尔一家收到卡帕尔蒂发给托马斯的视频信息。

## 视频信息
卡帕尔蒂扮成博士向托马斯讲话并直接以名字相称，表示很高兴收到孩子的信，向他致以谢意。
接下来他谈起悲伤，提及博士与时间旅行同伴克拉拉·奥斯瓦尔德的经历。他告诉托马斯，博士和克拉拉在宇宙和时间中穿梭时也会受到不好的事情影响，有时也会难过，他很高兴获得托马斯的支持并表示感谢。
最后，卡帕尔蒂祝福托马斯身体健康、快乐成长，鼓励他保持积极向上，视频至此结束，全长42秒。

## 古多尔一家的反应
古多尔一家于2014年11月3日收到卡帕尔蒂发来的视频，托马斯看过后终于鼓起勇气参加祖母的葬礼。罗斯在接受《卫报》采访时称，托马斯对祖母的死感到难过，卡帕尔蒂在短片中谈及悲伤，引起孩子共鸣。罗斯与儿子探讨心中感受，讨论个人情感是否必须严格划分成正面和负面。托马斯通过视频明白，快乐生活的同时偶遇不好的事并为此难过十分正常。罗斯还告诉《卫报》记者，儿子看到卡帕尔蒂的短片前本不愿参加葬礼。
托马斯的母亲认为，儿子从视频中学到如何应对伤痛。罗斯称，托马斯的行为习惯在看过短片后变化显著，愿意安慰妹妹，不再完全遵循每天的固定模式。他还称，看过卡帕尔蒂的信息，儿子在得知祖母死讯后首次露出笑脸。一家人把男演员之前写来的信装裱起来，罗斯称托马斯每当感到苦恼时就会看看。

## 上传
2014年11月6日，罗斯把卡帕尔蒂发来的信息上传到视频分享网站。他后来在视频页面留言，对如此热烈的反响颇感惊讶，起初上传时根本没想到会爆红。据罗斯所言，上传短片只是想在托马斯祖母的悼念活动结束后和家人分享，这段视频对他儿子影响很大，让孩子感到安慰，同时也能应对悲伤。他感谢卡帕尔蒂的善举，称短片让托马斯的心理在悲痛期间成长。
截至2014年11月10日，视频下方已有数以百计的观众留言，其中大部分持正面态度，很多访客称赞卡帕尔蒂为托马斯录制视频的举动。

## 评价
据有线电视新闻网报导，视频上传仅48小时就有超过20万人次观看。英国广播公司新闻次日报导总观看次数已超50万，到11月10日已超75万。《华盛顿邮报》称，截至11月11日，已有超过90万人观看短片，多家媒体认为卡帕尔蒂的信息已成为网络爆红短片。《ITV新闻》称视频在互联网上激起的回响属于全球现象。
《卫报》称赞卡帕尔蒂的视频充满敬意，令人感动，有线电视新闻网、数码间谍、《ITV新闻》、，以及西班牙与荷兰的媒体均有类似看法。巴塞罗那《先锋报》称，卡帕尔蒂的短片是以小小善举为他人生活增姿添彩的典范。《华盛顿邮报》称赞男演员的信息令人感动。《互联网日报》（The Daily Dot）认为视频鼓舞人心。《独立报》称卡帕尔蒂诠释的第12任博士形象相对黑暗，但在这段短片中却体验出和蔼可亲的一面。音乐电视网觉得视频非常可爱，称赞卡帕尔蒂是最了不起的人。
《每日电讯报》认为，短片为沉浸在悲痛中的儿童带去触动和启发。《赫芬顿邮报》声称，即便真的能够穿越时空，人们也不可能遇到比这段视频更美好的经历。网站对男演员利用名流身份行善之举颇为赞赏，感谢他扮成博士维护公众利益。《南威尔士晚间邮报》（South Wales Evening Post）指出，卡帕尔蒂曾录制短视频在婚礼上向新娘祝贺，但送给托马斯这段无疑更出色。《地铁报》（Metro）评论：“正好就在你觉得彼得·卡帕尔蒂这人已经酷无可酷时，他又拍出这段超越自我的视频甩你一脸”。

## 影响
据《国际财经时报》报导，卡帕尔蒂的视频虽然短小，但对托马斯影响很大，许多报纸都在头条发布跟进报导。《数码间谍》在跟进报导中把短片收入《融化心灵的七个非凡名流瞬间》（7 awesome celebrity moments that will melt your heart）。《好莱坞人生》（Hollywood Life）称网站记者观看短片期间感动落泪，评论赞扬视频融善意和力量于一体，而且演员把博士在电视节目中的经历同托马斯的悲痛相提并论之举着实明智。
《自闭症每日新闻播放》（Autism Daily Newscast）是Google新闻旗下专门面向自闭症患者提供相关时事和报导的官方网站，网站发文赞扬卡帕尔蒂的善举，称他曾在《神秘博士》片场专门抽出时间，陪伴患有自闭症的节目粉丝女童。《好莱坞报道》指出，时间领主不但时刻坚守保护宇宙免遭侵害的职责，还抽时间帮助存在心理健康问题的孩童。
2015年3月，《神秘博士》第八系列分集《杀死月亮》（Kill the Moon）编剧彼得·哈尼斯（Peter Harness）在接受《广播时报》采访时表示，卡帕尔蒂的短片是过去十年《神秘博士》最让他青眼相看的亮点。在他看来，视频呈现出男演员和蔼的风度，表明《神秘博士》能够帮助年轻一代了解大千世界必然存在的苦难。哈尼斯还指出，短片能起到提醒所有观众更加善待彼比的作用。